# Sanç d'Aragó i d'Hongria
Sanç d'Aragó (Barcelona?, 1247 - Martos, Jaén, 1275), va ser un infant d'Aragó, fill de Jaume I el Conqueridor, i religiós mercedari, que fou bisbe de Toledo i va morir a mans dels sarraïns. És considerat màrtir al si de l'Orde de la Mercè.

## Biografia
Sanç fou el quart fill de Jaume I el Conqueridor i de la seva muller Violant d'Hongria. De ben petit encaminaren el seu camí vers la religió i ingressà a l'Orde de la Mercè. Va ser molt amic de Pere Pascual. Va arribar a ser ardiaca de Belchite i abat a Valladolid.
El 1266, només amb 16 anys, fou designat arquebisbe de Toledo, càrrec que desenvolupà fins al 1275; el seu pare assistí en 1268 a la seva presa de possessió a Toledo.
Tot i no ser home d'armes, amb un petit exèrcit decidí aturar la invasió islàmica que avançava vers la seva terra natal. En 1275 fou capturat a la batalla de Jaén contra els musulmans del regne de Granada, i fou degollat a Martos (Jaén).
La seva despulla fou sebollida a la Catedral de Toledo, a la Capilla de los Reyes Viejos. La tomba fou redescoberta en 1503 i es va descriure que el bisbe estava revestit amb valuoses robes i joies. En 1947, però, en obrí els sepulcres del presbiteri, no es van poder trobar les restes de Sanç, ni de dues altres persones reials, sense que se sàpiga què va passar.